# 艾季達比亞省
艾季達比亞省（阿拉伯语：‎）是利比亞一個已撤銷的省，位於該國東北部，北臨地中海。面積91,620平方公里。2003年人口165,839人。首府艾季達比亞。2007年併入绿洲省。